# Camille Toubkis
Camille Toubkis est une monteuse française.

## Filmographie (sélection)

### Cinéma
- 2007 : La Graine et le Mulet d'Abdellatif Kechiche
- 2010 : Vénus noire d'Abdellatif Kechiche
- 2013 : La Vie d'Adèle : Chapitres 1 et 2 d'Abdellatif Kechiche
- 2015 : Voyage en Chine de Zoltan Mayer
- 2015 : La Fille du patron d'Olivier Loustau
- 2017 : Mektoub, My Love: Canto Uno de Abdelatif Kechiche
- 2018 : Coby de Christian Sonderegger
- 2019 : Un fils de Mehdi Barsaoui
- 2021 : Bonne Mère de Hafsia Herzi
- 2023 : Sous le tapis de Camille Japy
- 2024 : Survivre de Frédéric Jardin
- 2024 : Aïcha de Mehdi Barsaoui

### Télévision
- 2014 : Mafiosa (8 épisodes)
- 2016 à la télévision : Marion, 13 ans pour toujours
- 2016-2017 : Engrenages (3 épisodes)
- 2016-2020 : Baron noir (6 épisodes)
- 2018 : Ad Vitam ( épisodes)
- 2019 : Vernon Subutex (5 épisodes)
- 2020 : Derapages (3 épisodes)
- 2021-2022 : Ovni(s) (11 épisodes)
- 2022 : Oussekine (2 épisodes)
- 2023 : Coeur Noirs (3 épisodes)
- 2023 : Irrésistible (3 épisodes)
- 2024 : La Fièvre ( 3 épisodes)

## Distinctions

### Nominations
- César du meilleur montage
  - en 2008 pour La Graine et le Mulet
  - en 2014 pour La Vie d'Adèle : Chapitres 1 et 2